# Karakorum
Ne pas confondre avec le massif montagneux du Karakoram situé dans la région du Gilgit-Baltistan, au nord du Pakistan.
Karakorum ou Qaraqorum (mongol : ᠬᠠᠷᠠᠬᠣᠷᠣᠮ, VPMC : qaraqorom, cyrillique : Хар хорум ou Каракорум, MNS : karakorum) est une ancienne cité fondée en 1235 par Ögedeï pour être la capitale de l'Empire mongol, jusqu’au choix par Kubilai Khan de Khanbalik (actuelle Pékin) après 1260.
Ses ruines sont situées en Mongolie, près de la ville de Kharkhorin et non loin du monastère bouddhiste d’Erdene Zuu, au nord-est de la province d’Övörkhangai.

## Population
Durant le règne d'Ogodei et mongke, les élites mongoles sont encouragées à construire des maisons à proximité du complexe palatial. Cependant, les élites ne séjournaient que temporairement à Karakorum. La population permanente de Karakorum est cosmopolite et s'élève à plus de 10.000 habitants dans les années 1240.
À cette population s'ajoute des marchands au long cours, des artisans, des délégations étrangères ainsi que l'ensemble de la cour impériale. La démographie de la capitale fluctue donc essentiellement en fonction de la présence de la cour impériale, faisant passer la population de 10.000 à 20.000 habitants. Les élites mongoles n'hésitent pas à faire déplacer des groupes de population maitrisant un savoir-faire technique afin d'en importer l'artisanat à Karakorum.
Sa population en 2003 était de 8 977 habitants. 

## Historique

### Campement impérial
Au début du XIIIe siècle, Gengis Khan établit la domination des Mongols sur un territoire qui s'étend du Pacifique à la mer Caspienne, fondant un empire comprenant les steppes de Mongolie, la Corée, la Chine du Nord et une partie de l'Asie centrale. Cet empire est d'abord dépourvu d'une capitale car les Mongols sont des nomades.
Vers 1220, Gengis Khan établit son camp de base, y laissant femmes et administration centrale durant ses campagnes militaires, sur le site de Karakorum (nom signifiant “rocher noir”), situé au pied des monts Khangaï sur la rive gauche de l’Orkhon, affluent de la Selenga. 
Le choix du site est stratégique. Située à près de 1500m d'altitude, l'emplacement se trouve au carrefour d'une liaison ouest-est ainsi que sur un itinéraire favorable vers la région d'Ordos en Chine. De plus, la vallée de l'Orkhon s'inscrit dans une longue tradition impériale puisqu'elle abrite des constructions du second Khaganat Turc, les monuments commémoratifs du souverain Bilge Kaghan et Kül-Tegin (en) et les ruines de la capitale ouïghoure Karabalgasun. À cette tradition impériale s'ajoute la vénération des Monts Khangaï pour les Mongols.

### Capitale de l'Empire mongol
Après la mort de Gengis Khan, son fils Ögedeï lui succède et entreprend de faire du campement la capitale de l'Empire mongol (Yeke Mongghol Ulus). Dès 1235, il améliore la segmentation en quartiers, l'urbanisation et débute un programme de construction qui est achevé sous Möngke. Dans ce but, plus de 500 ouvriers sont amenés depuis la Chine afin de construire le complexe palatial dans la partie sud de la ville. En conséquence, la démographie de la ville augmente fortement.
Une muraille est édifiée. Plus tard, Marco Polo mentionne un simple remblai de terre et Guillaume de Rubrouck un mur de briques. Quatre portes s'ouvrent sur les quatre points cardinaux. Deux énormes statues en granit représentant des tortues, avec des inscriptions de style sinisant, ornent la porte Est qui conduit vers la Chine. Des fouilles archéologiques menées de 2016 à 2019 confirment la présence d'un important mur d'enceinte qui entoure le coeur de Karakorum d'une surface d'1,3 km². Les quatre portes se distinguent dans les mesures magnétiques, mais d'autres plus petites ouvertures percent l'enceinte.
Karakorum est ouverte à tous les cultes et tous les peuples de l’Empire. Ses habitants sont d’ailleurs presque tous des étrangers, car les Mongols refusent la sédentarisation. Deux grands quartiers dominent : celui des Chinois et celui des Musulmans, pour l’essentiel des artisans et artistes. La capitale mongole montre une grande qualité de vie. Les archéologues y ont repéré des systèmes de chauffage par air chaud, des canaux d’irrigation et d’adduction d’eau. L’agriculture apparaît à proximité de la cité pour nourrir les habitants, mais Karakorum dépend des importations agricoles venues de Chine. La ville comptait également deux mosquées, douze temples bouddhistes, taoïstes et confucianistes, ainsi qu'une église chrétienne. Cependant, à ce jour, seul la grande pagode bouddhiste a été fouillée.
Le palais impérial, appelé Qarchi (« château ») par les Mongols et Wan-an kung (« palais des Mille Tranquillités ») par les Chinois, s’élève au centre d’une cour qu’entourent plusieurs enceintes, la plus grande mesurant 200 mètres sur 225. Un tertre haut de 28 mètres accueille la yourte impériale. Guillaume de Rubrouck rapporte que le palais en lui-même adopte un plan basilical à cinq nefs, séparées par de gros piliers en bois. Le grand khan siège au chevet, assis comme un dieu au-dessus des sujets sur un podium avec deux escaliers d'accès. Mais le palais mongol reste dans l'ensemble très simple. Il traduit les premiers pas hésitants d’un peuple qui ignore encore tout de l’architecture et de l’urbanisme.
En 1256 Möngke, le quatrième grand khan, fait construire une immense stupa de cinq étages, haute de cent mètres, qui révèle les faveurs que les Mongols accordent au bouddhisme.

### Destin ultérieur

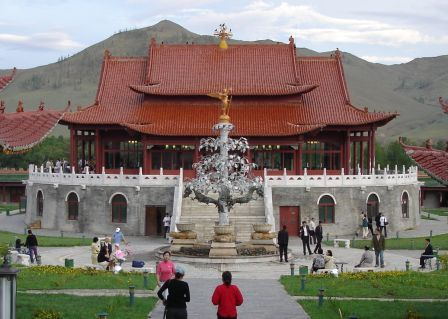
Fontaine de l'arbre d'argent (reconstitution moderne).

Dans les années 1260, Kubilai, cinquième grand khan, transfère la capitale impériale en Chine, dans l'ancienne capitale des Jin, Zhongdu, à laquelle il donne le nom de Cambaluc (Khanbalik) (en vieux turc) ou Dadu (en chinois), l'actuelle Pékin, devenant le premier empereur de la dynastie Yuan en 1271. Malgré cette réorganisation, l'activité perdure avec la même intensité à Karakorum.
Karakorum souffre durant la guerre civile toluid, de succession, qui oppose, après la mort de Möngke, Kubilai à son frère Ariq Boqa, resté à Karakoroum, de 1260 à 1264, puis des guerres entre Kubilai et Qaïdu.
La grande pagode bouddhiste est restaurée en 1311 puis complètement reconstruite entre 1342 et 1346 sur ordre de Togoontomor qui la renomme « Pavillon du Yuan du Levant » afin d'en faire le lieu de naissance de la dynastie Yuan.
La ville connaît une période de prospérité au début du XIVe siècle. Après la fin de la dynastie Yuan, en 1368, elle sert de résidence à Biligtü Khan. La ville préserve son statut impérial. En 1388, les troupes Ming prennent et détruisent la ville.
Elle est temporairement abandonnée au début du XVe siècle.
Karakorum est habitée au début du XVIe siècle, époque où Dayan Khan en fait sa capitale. Dans les années qui suivent, la ville change de mains à plusieurs reprises durant les guerres entre Oïrats et Bordjiguines et est finalement définitivement abandonnée.

### Le sanctuaire bouddhique de l'Erdene Zuu
En 1585, un monastère bouddhique est construit non loin du site de la ville, l'Erdene Zuu, sur ordre du prince Abadai Khan juste à l'extérieur de l'enceinte des ruines de Karakorum.
Durant des siècles, Erdene Zuu a été le sanctuaire religieux le plus important de Mongolie.
Au début du XXe siècle, on compte plus de 700 temples et habitations (à l'extérieur de l'enceinte) pour près d'un millier de moines. Partiellement détruit dans les années 1930 par l'armée soviétique, le site a été restauré à la fin du siècle et a retrouvé en partie son aspect religieux.

## Le site

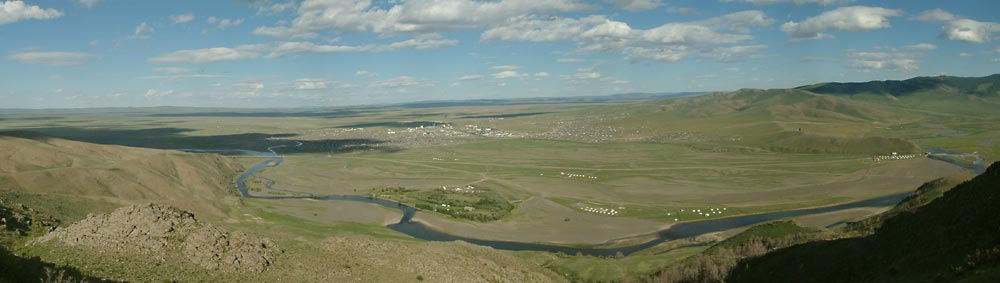
Vue panoramique de Karakorum pendant l'été 2003.

### Les fouilles archéologiques
De nombreux objets issus des premières fouilles archéologiques souffrent d'une faible interprétation contextuelle. Le contexte permet de situer l'objet dans le temps et l'espace. Ce n'est qu'au début des années 2000 que des fouilles plus soigneuses, prenant en compte le relevé de chaque détail, permet de fournir un corpus de données contextuelles relatives à la ville de Karakorum. En effet, cette ville est un cas unique du plateau mongol puisqu'elle est occupée de manière ininterrompue durant deux cents ans, provoquant une accumulation de constructions de nouvelles habitations sur les plus anciennes durant cette période, formant une accumulation de strates culturelles sur plus de 4m.
L'ancien grand pavillon bouddhiste, renommé en 1346 Pavillon du Yuan du Levant est décrit par une stèle érigée sur le dos d'une tortue qui se situait devant l'emplacement du monastère. Elle évoque une pagode à cinq niveaux de 88mètres de haut et entourée de bâtiments symétriquement disposés. La pagode se dresse à l'époque dans un quartier fortifié à la limite sud-ouest de la ville. Ce complexe architectural fait l'objet d'études approfondies et correspond au second quartier le plus important après le quartier palatial.
Les fouilles dévoilent également un rempart peu élevé entourant une série de plateformes sur lesquelles s'érigeaient des bâtiments d'architecture chinoise. Ces bâtiments entourent le centre de la ville très peuplé en formant un arc de cercle. Ces emplacements fortifiés accueillent les sièges des élites ainsi que des édifices de cultes tandis que le centre-ville, fortement occupé, accueille les différentes habitations.
Plusieurs de ces plateformes fouillées révèlent des édifices construits en granit ou en briques et couvert d'un toit de tuiles à glaçure colorées, réservées aux bâtiments les plus importants, aux palais, aux temples et monastères ainsi que les demeures princières. Le centre de Karakorum se caractérise par un niveau d'occupation allant jusqu'à cinq mètres de haut et abritant une grande diversité d'activités. Les bâtiments sont en briques crues et exploitent le système de chauffage kang. Les quartiers musulmans et chinois se trouvent peut-être dans ce secteur densément construit.
Au nord du rempart se trouve un cimetière musulman traversé de routes menant vers l'entrée nord de la ville. Des installations et bâtiments sont identifiés le long de cette route tout comme pour les autres axes principaux vers l'est et le sud-est, suggérant que le développement urbain continue en dehors de l'enceinte sans révéler de limitation claire jusqu'à présent.

### Lieux et monuments

#### Le complexe palatial

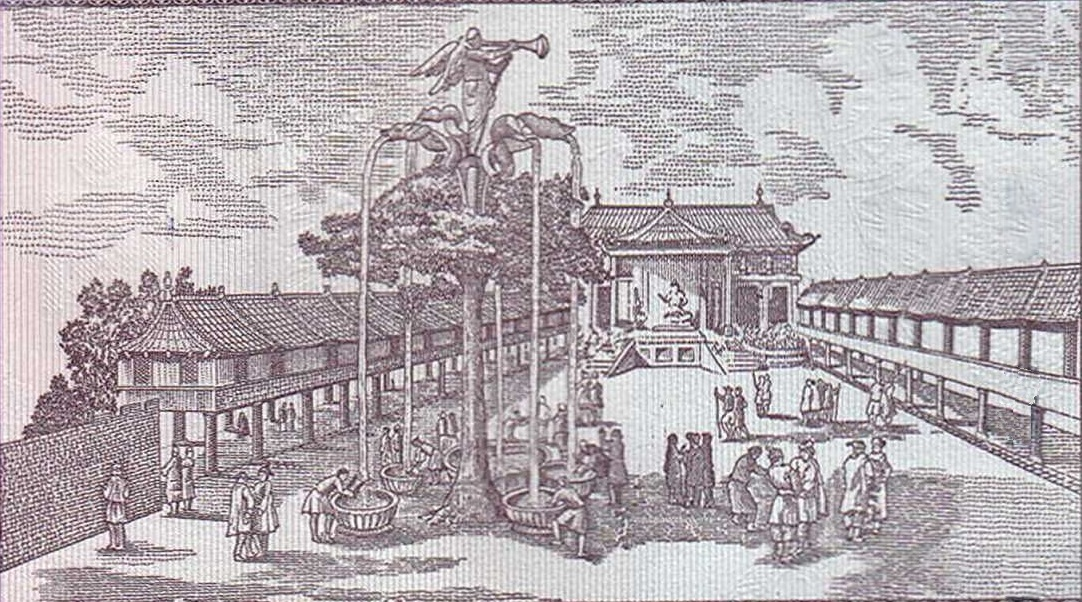
Fontaine Arbre d'argent au sein du palais de Karakorum, gravure de lHistoire des missions catholiques, 1846.

Le complexe palatial est l'édifice le plus important de Karakorum et est constitué d'une vaste cour près des murs de la ville clôturée par un mur de briques avec un grand palais. À l'entrée du palais se trouverais une fontaine en forme d'arbre d'argent qui déverse plusieurs liquides : lait, eau, vin, etc. Un palais similaire est étudié en Sibérie et permet de se faire une idée de la dimension du complexe. La fontaine distributrice de boissons incarne l'ambition des souverains mongols de se montrer aussi moderne que leurs contemporains chinois et perse. L'arbre en argent est aujourd'hui un emblème de l'ancienne cité et des reconstitutions imaginatives se trouvent à Harhorin et Oulan-Bator.
L'étude archéologique du site est rendue complexe par la construction, en 1585, d'un monastère bouddhiste dans le complexe palatial. Les moines exploitent les murs du complexe pour en faire l'enceinte de leur monastère. Des stèles permettent de décrire le palais central faisant huit mètres de large et huit mètres de haut, construit en briques. Les murs comportaient quatre portes contrôlant l'accès à la résidence impériale. Malheureusement, le complexe palatial, transformé en monastère, est détruit en 1937.

#### Le monastère

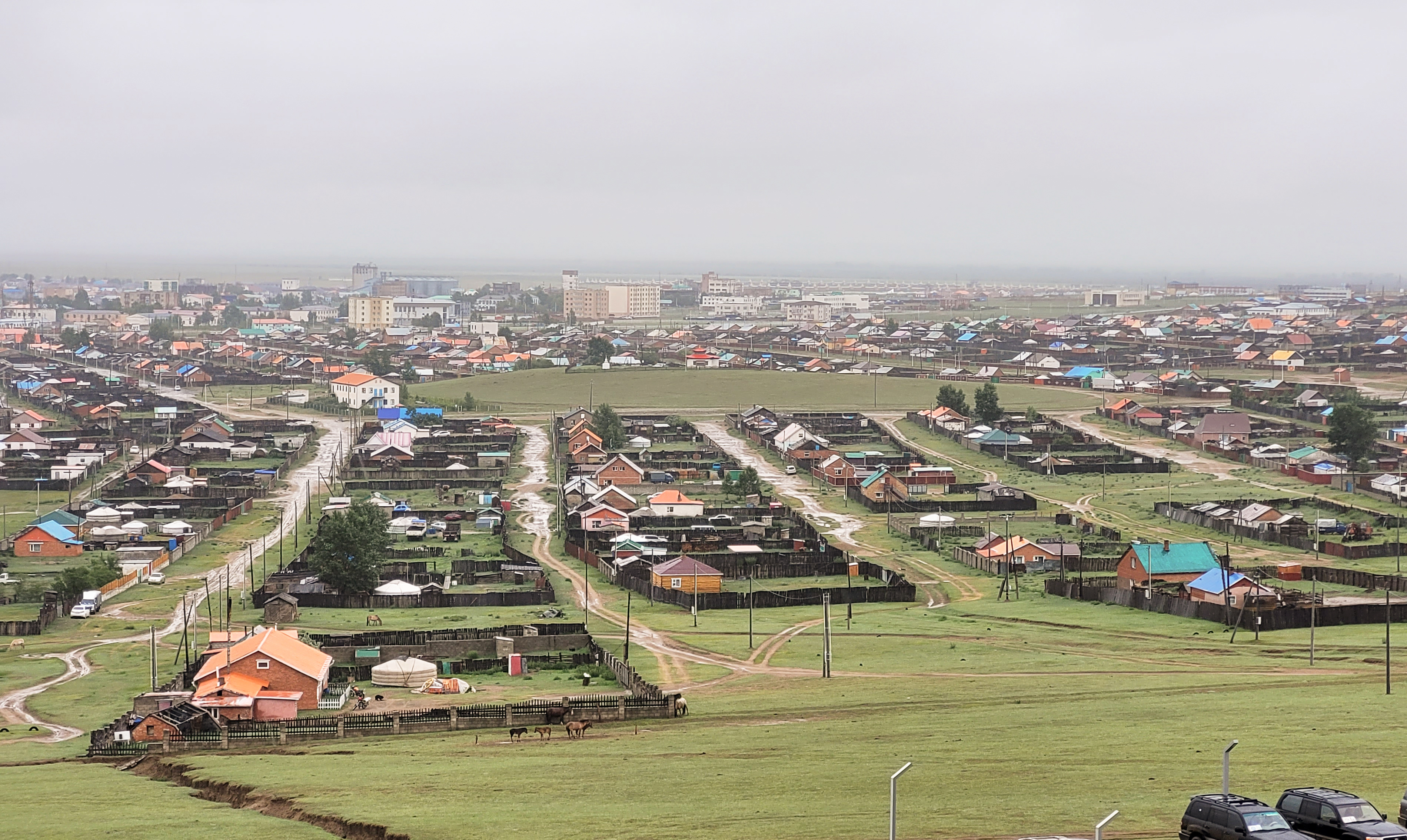
Vue de la ville de Karakorum
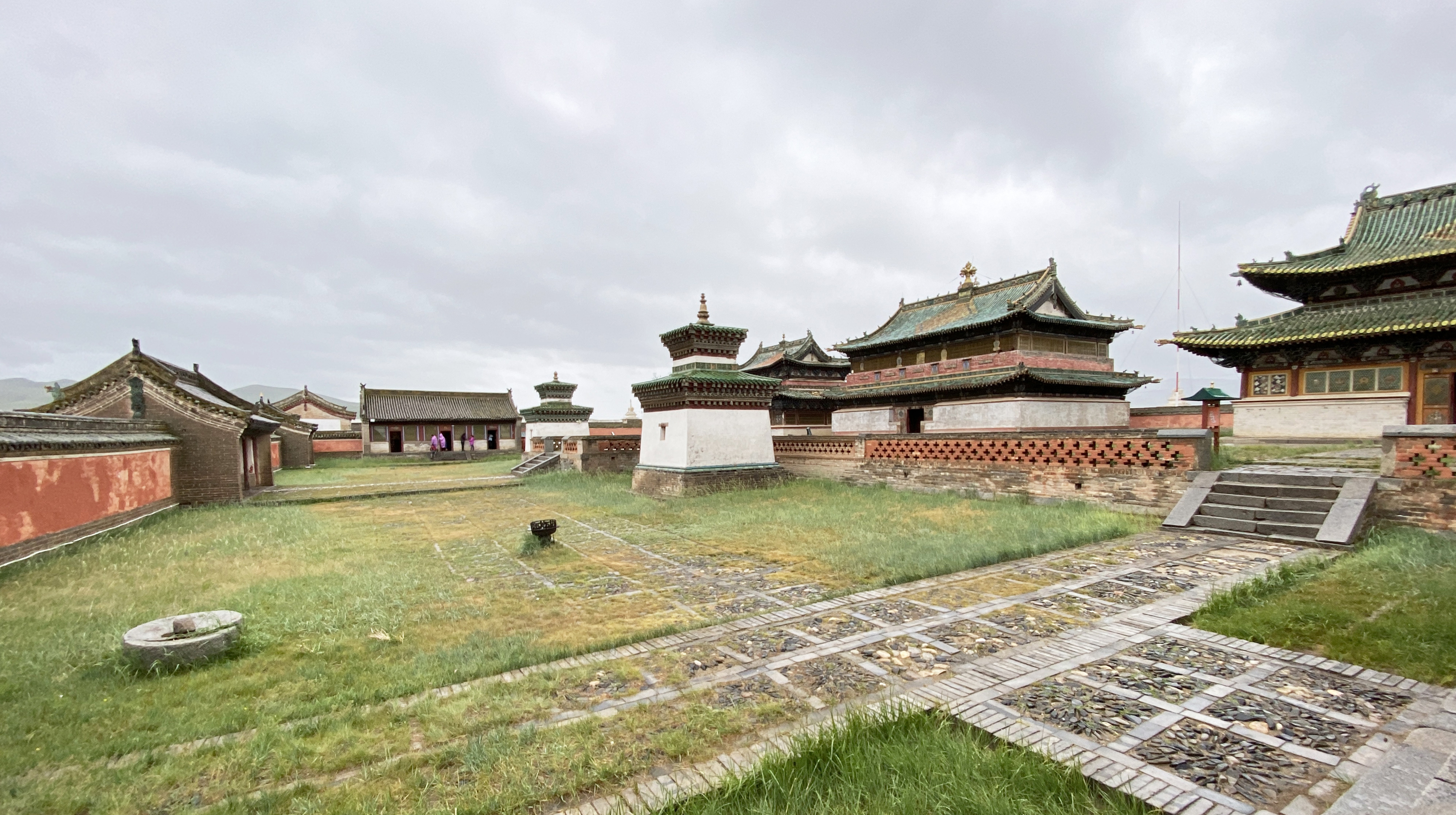
Vue de l'Erdene Zuu
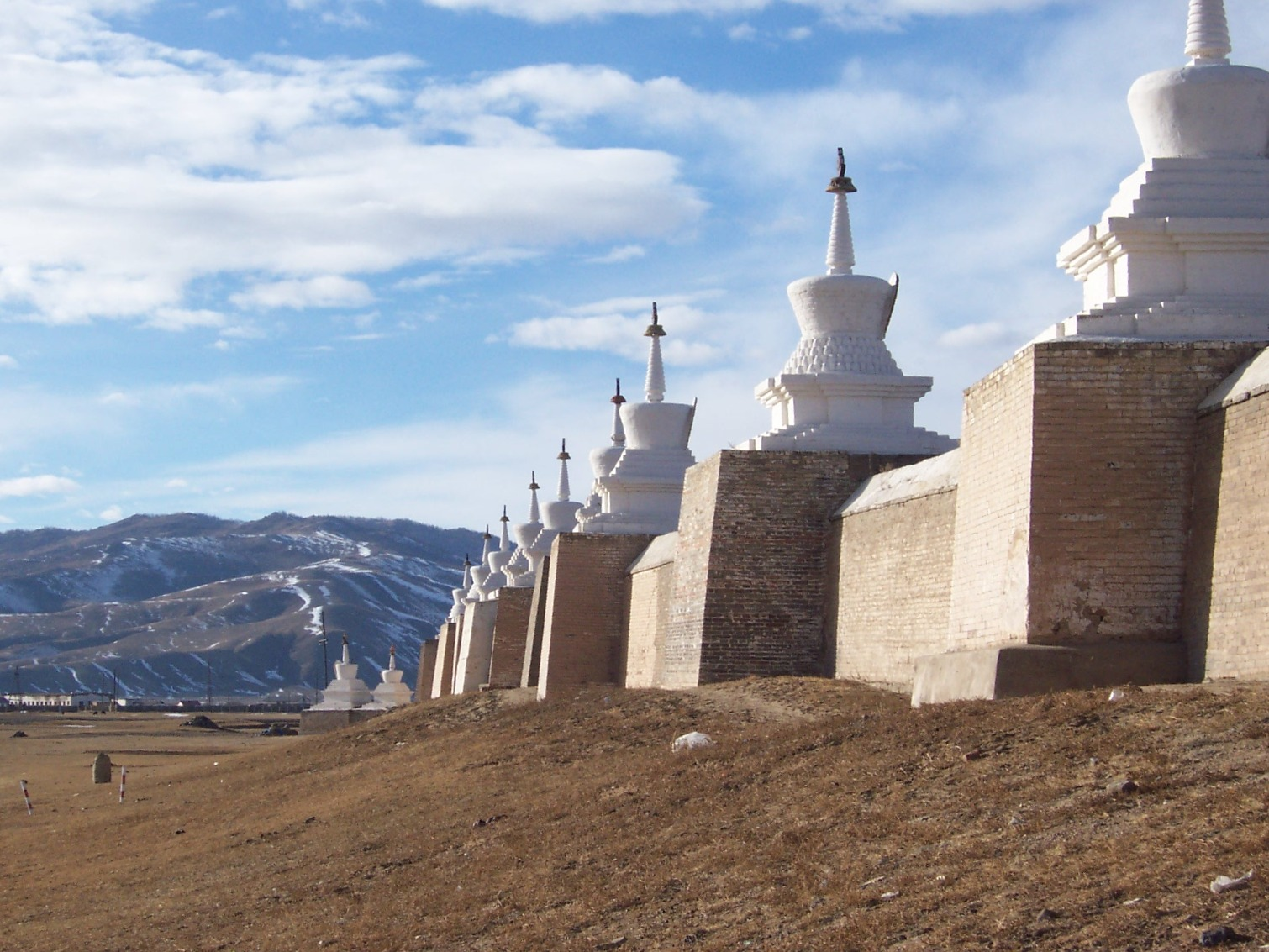
Les 108 stupas entourant le monastère d'Erdene Zuu

#### Les tortues
Quatre tortues de pierre (bìxì) déterminent les limites de l'ancienne capitale et sont censées la protéger.

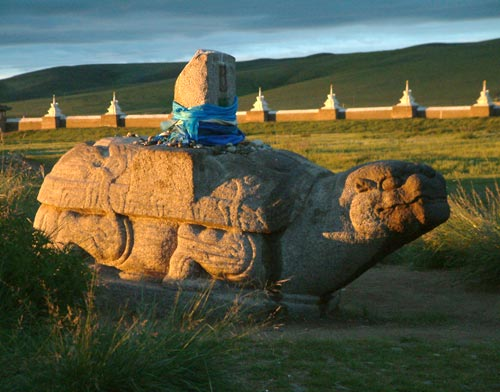
Tortue de pierre (Bìxì, un des Neuf fils du dragon dans la mythologie chinoise) et muraille du monastère d'Erdene Zuu.
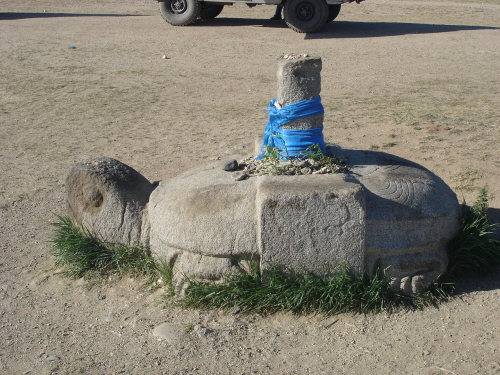
Bìxì - Nord.
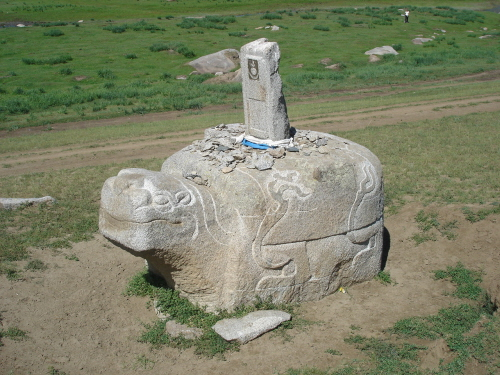
Bìxì - Sud.
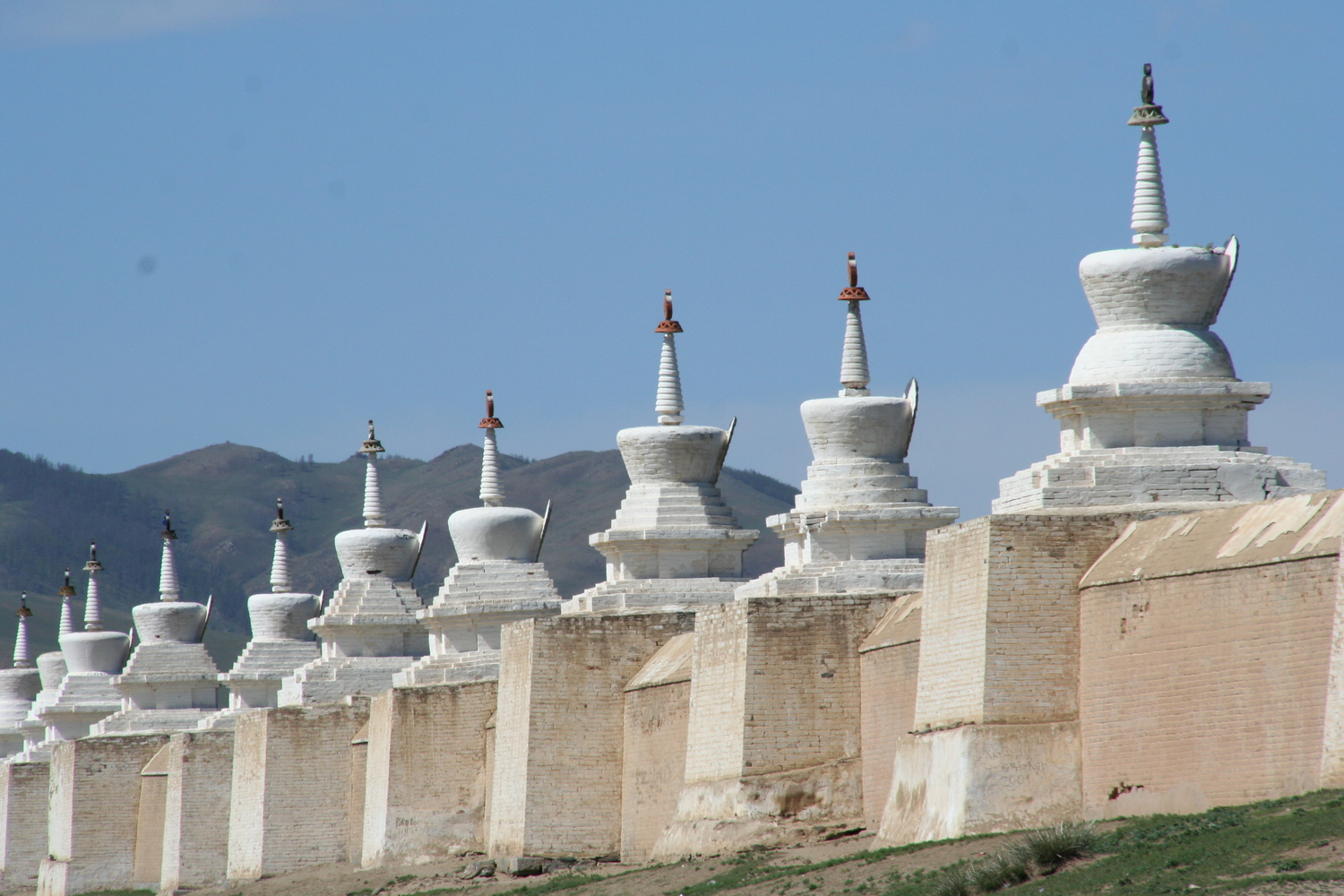
Les stupas entourant le monastère d'Erdene Zuu.

## Ville des steppes
Karakorum est indissociable de son environnement et fonctionne en tant que ville de la steppe en relation avec une constellations de sites, campements et établissements réunis au sein de la vallée de l'Orkhon. La dimension de la ville dépasse son mur d'enceinte et une vaste partie de la vallée de l'Orkhon représente une unité cohésive et interdépendante durant l'Empire Mongol. Lors des événements importants, comme les qurultay et les rassemblements militaires, la vallée permet l'installation d'une grande quantité d'habitations mobiles. De plus, lors des conflits, ce n'est pas la ville qui est l'objet de luttes, mais la domination sur l'ensemble de la vallée.
Il existe un maillage d'installations en lien les unes avec les autres au sein de la vallée et qui soutient directement les activités impériales. Un système d'approvisionnement constitué de campements plus petit est mis en place en parallèle de la fondation de la ville. Sans ce maillage qui associe les usages de la vie nomade à celle de la vie rurale, il aurait été impossible de créer une ville dans cet environnement hostile.